# Naomi Fontaine
Naomi Fontaine, née le 29 septembre 1987 à Uashat, au Canada, est une romancière et enseignante innue originaire dans la région administrative québécoise de la Côte-Nord, au Canada.

## Biographie

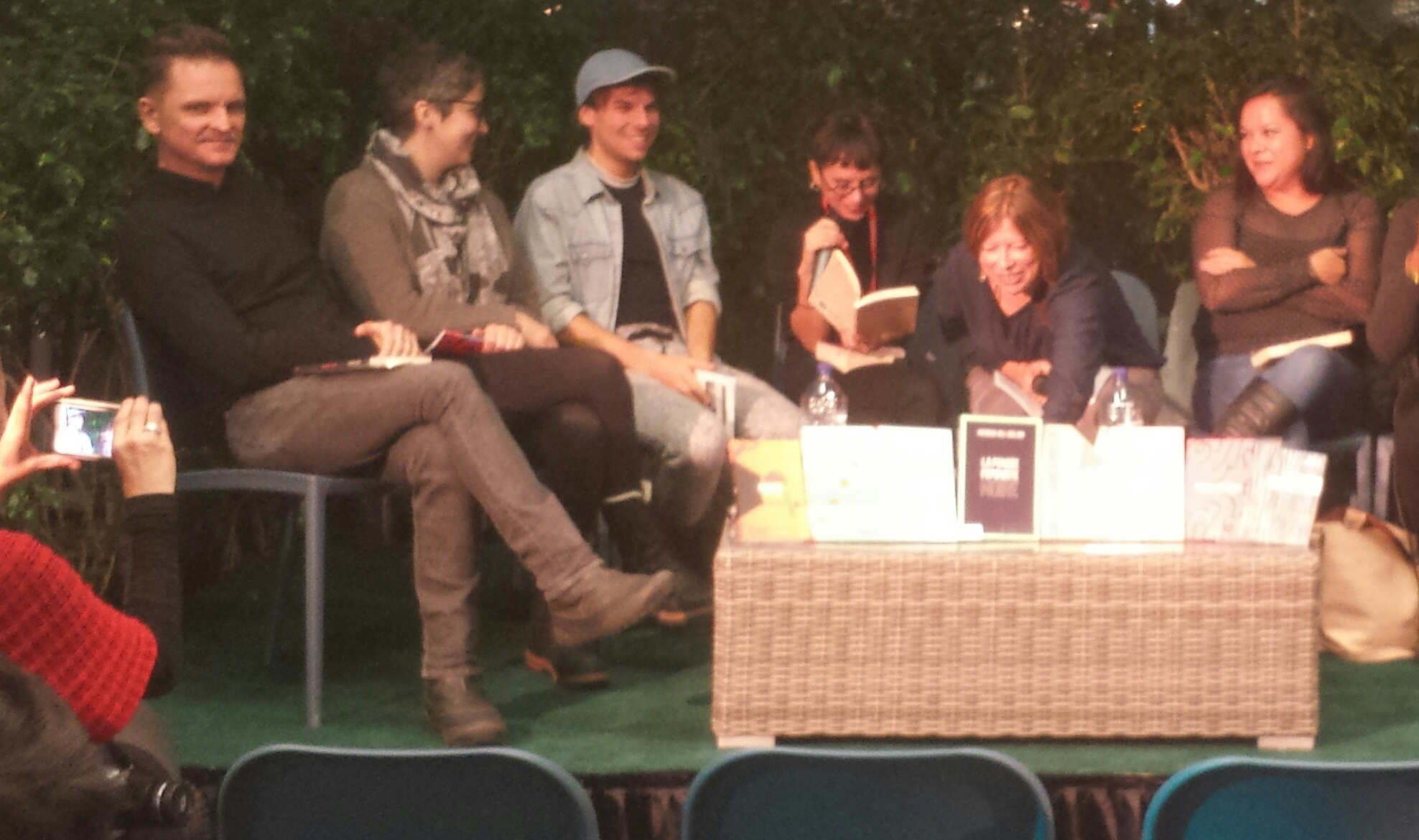
Fontaine au salon du livre de Montréal en 2018 avec Olivia Tapiero, inconnue, Laurance Ouellet Tremblay, Kevin Lambert et David Bouchet.

Née en 1987 à Uashat, communauté innue près de Sept-Îles, Naomi Fontaine a habité dans la communauté jusqu'à l'âge de sept ans. Elle a ensuite déménagé dans la ville de Québec, où elle a complété des études universitaires d'enseignement du français à l'Université Laval,.
Lors de ses études, son talent d'écriture est remarqué par François Bon, professeur invité de création littéraire, qui l'encourage à mettre de l'avant sa voix,.
Elle commence alors à participer à des concours de création littéraire, notamment au Concours canadien de rédaction et d’art pour autochtones, et à rédiger des textes qui consisteront la genèse de son œuvre intitulée Kuessipan. Elle poursuit ensuite son parcours littéraire dans le cadre du programme Première ovation de l'Institut canadien de Québec sous le mentorat de Jean Désy.
Composé de soixante-six textes portant sur des actes simples de la vie quotidienne, son premier roman poétique, Kuessipan, paraît chez Mémoire d'encrier en 2011. Jouissant d'une réception critique favorable,, l'ouvrage connaît un certain succès et lui vaut une mention au Prix des cinq continents de la francophonie,,. Ce livre sera ensuite publié en France à la maison d'édition Le Serpent à Plumes.
Après la publication de Kuessipan, elle retourne à Uashat et commence une carrière d’enseignante auprès des adolescents de sa communauté. Son deuxième roman, Manikanetish, publié chez Mémoire d'encrier en 2017, s'inspire de cette expérience. L'objectif de Fontaine est de « rendre hommage » à ces étudiants en mettant en lumière leur « for[ce] », leur « persévéran[ce] » et leur « résilien[ce] »,,.
Depuis 2019, Manikanetish est en développement pour une série télévisée à Radio-Canada auprès la compagnie de production Zone3.
Fontaine affirme qu'elle cherche à déconstruire les stéréotypes portés sur les communautés innues en redonnant une place importante, à travers ses écrits, à leur pouvoir ainsi qu'à leur histoire,,. Ayant également publié dans diverses revues et collectifs, Fontaine collabore notamment avec Laure Morali et Rodney Saint-Éloi dans Les bruits du monde, paru en 2012, ainsi qu'avec Michel Jean dans le recueil de nouvelles Amun, paru en 2016,.
Fontaine réalise l'édition critique et rédige la préface de deux livres d’An Antane Kapesh, Je suis une maudite Sauvagesse, paru en 2019, ainsi que Qu'as-tu fait de mon pays? paru en 2020, tous deux chez Mémoire d'encrier,.
En 2019, elle publie Shuni : ce que tu dois savoir, Julie, son premier essai, également publié chez Mémoire d'encrier,,,. La même année, Kuessipan est réalisé par la cinéaste Myriam Verreault et adapté au cinéma par Max Films Média, lequel remporte des éloges, tant au Québec qu'à l'international.
En 2024, elle est membre du jury du Prix littéraire des collégien·ne·s.

## Œuvres

### Livres
- Kuessipan : À toi, Montréal, Mémoire d’encrier, 2011, 100p. [réimpressions : coll. Legba, 2017; 2019].  (ISBN 9782923713540),  (ISBN 9782897125011)
  - Réédité en France par les éditions Le Serpent à Plumes en 2015  (ISBN 979-1-09468-007-0)
- Manikanetish, Montréal, Mémoire d’encrier, 2017, 140 p.  (ISBN 9782897124892),  (ISBN 9782897124915) et  (ISBN 9782897124908).
- Tracer un chemin : Meshkanatsheu : Écrits des Premiers peuples, ouvrage collectif sous la direction d’Olivier Dezutter, Naomi Fontaine et Jean-François Létourneau, Wendake, Hannenorak, 2017, 183 p.  (ISBN 9782923926254)
- Shuni : ce que tu dois savoir, Julie, Montréal, Mémoire d’encrier, 2019, 158 p.  (ISBN 9782897126568),  (ISBN 9782897126551),  (ISBN 9782897126544) et  (ISBN 289712654X)

### Traductions
- Kuessipan, Vancouver, Arsenal Pulp Press, 2013, 99 p. [traduction de David Homel]  (ISBN 9781551525174)
- « Neka », dans Michel Jean (dir.), Amun, Holstein, Ontario, Exile Editions, 2020, 101 p. [traduction en anglais par Kathryn Gabinet-Kroo]  (ISBN 9781550968774)
- « Neka », dans Michel Jean (dir.), Amun, Autriche, Wieser Verlag, 2020, 152 p. [traduction en allemand par Michael von Killisch-Horn]  (ISBN 9783990293867)
- Manikanetish, Toronto, Arachnide Editions, 2021, 168 p. [traduction en anglais par Luise von Flotow].
- Manikanetish : lille Marguerite, Copenhague, Forlaget Republik, 2021, 148 p. [traduction en danois par François-Eric Grodin]  (ISBN 9788792976451)
- Die kleine Schule der großen Hoffnung, Munich, C. Bertelsmann, 2021, 144 p. [traduction de Manikanetish en allemand par Sonja Finck]   (ISBN 357010382X)

### Revues, collectifs, anthologies et autres
- « Nikuss », Les bruits du monde, sous la direction de Laure Morali et de Rodney Saint-Éloi, Montréal, Mémoire d’encrier, 2012, p. 45-48.  (ISBN 9782897120221),  (ISBN 9782897121419) et  (ISBN 9782897121433)
- « Puamun, le rêve », Littoral, no. 10, printemps 2015, p. 141-145.  (ISBN 9782897910594)
- « Se tenir droit », Inter, art actuel, no. 122, dossier « Affirmation autochtone », hiver 2016, p. 58.  (ISBN 9782924298190)
- « Neka », Amun, sous la direction de Michel Jean, Montréal, Stanké, 2016, p. 47-52.  (ISBN 9782760411944) et  (ISBN 9782760411975)
- « Tshitissinat, notre territoire: ce qui tu dois savoir, Julie », Un territoire à partager : l’art du paysage au Canada, Vancouver, Figure 1 Publishing, 2017 [paru en anglais sous le titre The Good Lands : Canada through the Eyes of Artists].  (ISBN 9781773270258) et  (ISBN 9781773270241)
- « Je suis une maudite sauvagesse », Le Devoir, 23 juin 2018, p. D30.
- An Antane Kapesh, Eukuan nin matshi-manitu innushkueu / Je suis une maudite Sauvagesse, édité et préfacé par Naomi Fontaine, Montréal, Mémoire d’encrier, 2019.  (ISBN 9782897126445),  (ISBN 9782897126438),  (ISBN 9782897126421) et  (ISBN 2897126426)
- An Antane Kapesh, Tanite nene etutamin nitassi? / Qu'as-tu fait de mon pays?, édité et préfacé par Naomi Fontaine, Montréal, Mémoire d'encrier, 2020. [traduction française de José Mailhot]  (ISBN 9782897127107),  (ISBN 9782897127114),  (ISBN 9782897127091) et  (ISBN 2897127090)
- « La première leçon », texte inédit sur Lire vous transporte, juin 2021, en ligne.

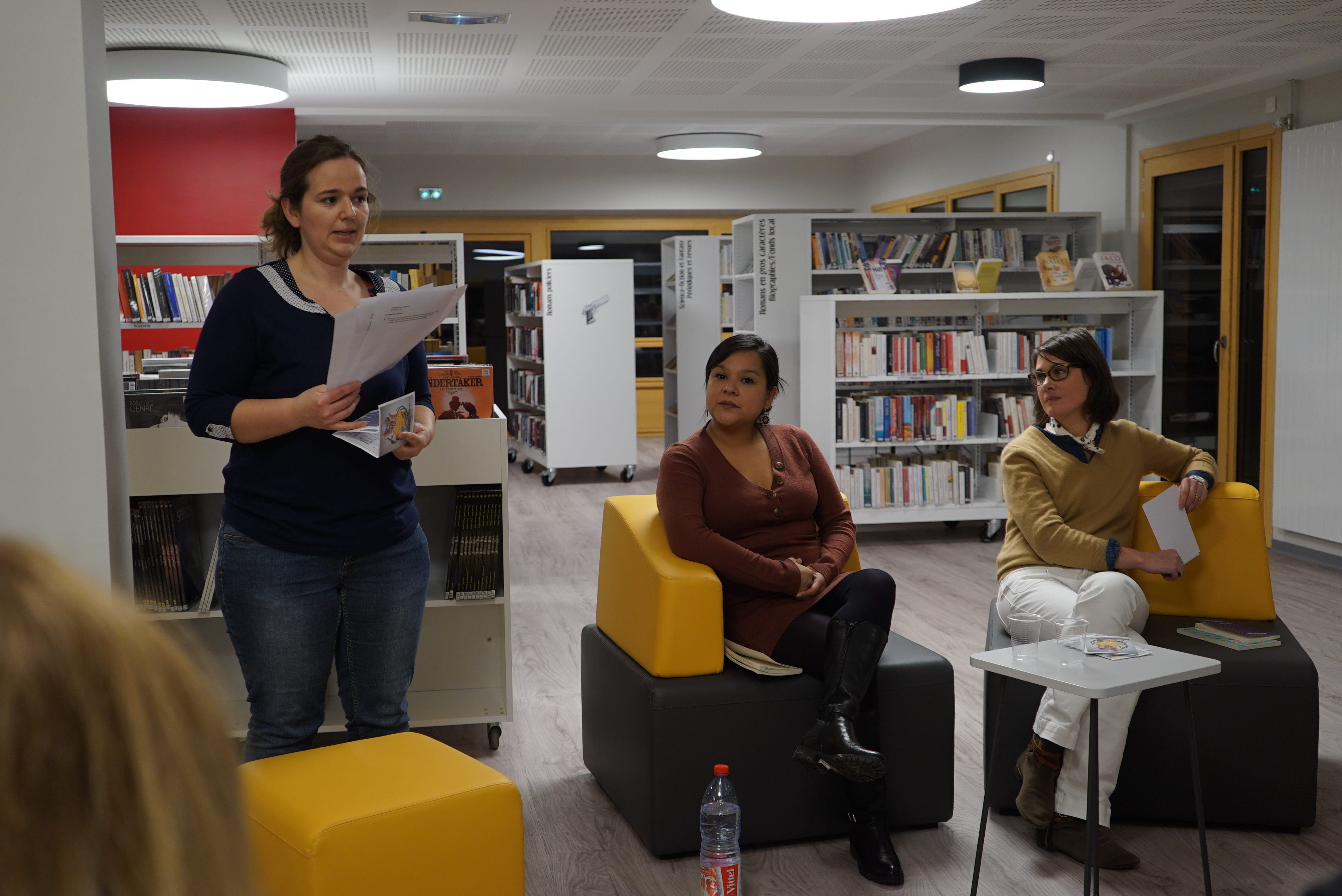
La médiathèque de Saint-Brice-Courcelles accueillant Naomi Fontaine (au milieu) en 2019

## Adaptations
- Kuessipan, réalisé par la cinéaste Myriam Verreault, 2019[25].

## Récompenses et distinctions
- 2012 - Finaliste : Prix des cinq continents de la francophonie (pour Kuessipan)[26]
- 2018 - Finaliste : Prix du public du Salon du livre de Genève (pour Manikanetish)[27],[28]
- 2018 - Finaliste : Prix Voix autochtones (Indigenous Voices Awards) – prose en français (pour Manikanetish)[29]
- 2018 - Finaliste : Prix littéraires du Gouverneur général – catégorie roman (pour Manikanetish)[30]
- 2019 - Finaliste : Combat national des livres de Radio-Canada (pour Manikanetish)[31]
- 2020 - Prix Jacques-Marcotte pour le meilleur scénario de long métrage de fiction, Rendez-vous Québec Cinéma  (pour le film Kuessipan)[32]
- 2020 - Finaliste : Une ville, un livre (Ville de Québec) (pour Shuni)[33],[34]
- 2020 - Présidente d'honneur du 41e Salon du livre de l'Outaouais du 1er au 4 mars 2020[35]
- 2020 - Prix littéraire des collégiens  (pour Shuni)[36]
- 2020 - Prix littéraire des lycéens AIEQ (pour Shuni)[37]
- 2020 - Prix Voix autochtones (Indigenous Voices Awards) – prose en français (pour Shuni)[38]
- 2020 - Prix de création littéraire Bibliothèque de Québec-Salon international du livre de Québec – littérature adulte (pour Shuni)[39]
- 2020 - Finaliste : Prix littéraire du gouverneur général – catégorie roman (pour Shuni)[40],[41].
- 2022 - Prix Bibliothèques et Archives Canada[42].

## Crédit d'auteurs
- (en) Cet article est partiellement ou en totalité issu de l’article de Wikipédia en anglais intitulé « Naomi Fontaine » (voir la liste des auteurs).